# CPLINK
CPLINK або Win32/CplLnk. A — вразливість значка ярлика Microsoft Windows, виявлена в червні 2010 року та виправлена 2 серпня, яка стосувалась всіх операційних систем Windows. Цією вразливістю можна скористатися, коли будь-яка програма Windows, яка відображає піктограми швидкого доступу, наприклад Провідник Windows, переглядає папку, що містить ярлик, сформований зловмисником. Експлойт можна запустити без будь-якої взаємодії з користувачем, незалежно від того, де знаходиться файл ярлика.
У червні 2010 року VirusBlokAda повідомила про виявлення зловмисного програмного забезпечення для атаки нульового дня під назвою Stuxnet, яке використовувало вразливість для встановлення руткіта, який стежив за системами Siemens SCADA WinCC і PCS 7. За словами Symantec, це перший хробак, призначений для перепрограмування промислових систем, а не тільки для шпигування за ними.